# Río Lèze
El río Lèze (en occitano Lèsa) es un río del sur de Francia, un afluente por la izquierda del río Ariège en el que desemboca cerca de Labarthe-sur-Lèze (Alto Garona), a 180 m sobre el nivel del mar. Nace a unos 800 m sobre el nivel del mar, en el macizo pirenaico de Plantaurel, en el departamento de Ariège. Su longitud es de 70,3 km y drena una pequeña cuenca de 351 km².
No hay grandes poblaciones en su curso.
Se recuerdan los desbordamientos del 22 al 24 de junio de 1875, que se consideran los mayores de la historia local. También se desbordó en junio del año 2000. 